# Debbie Turner
Debbie Turner (n. Pasadena, California; 5 de septiembre de 1956) es una actriz estadounidense más conocida por su papel de Martha Von Trapp en la versión cinematográfica de The Sound of Music.

## Primeros años y carrera
Turner fue criada en Arcadia, California, en la que creció como la tercera hija de padres canadienses. Junto con sus hermanas mayores Michele y Patricia, y su hermano menor Kel, aparecía en televisión y en comerciales.
En 1965 ganó el papel de Marta Von Trapp en The Sound of Music. Poco después del debut de la película, salió de la industria y volvió a la escuela para completar su educación.

## Otros trabajos
Como adulta, estudió diseño de interiores en Beverly Hills y Newport Beach, California, con el tiempo abrió una empresa de diseño floral que ahora se conoce como "Debbie Turner Originals". Esta empresa abarca una amplia gama de estilos de diseño, de los que el enfoque inicial era arreglos florales y eventos de coordinación. Desde principios de 1990, ha realizado el diseño de colección Muñecas de Santa Claus también. Su compañía fue galardonada con el título de "Floristería preferida" para la Convención Nacional Republicana celebrada en Saint Paul, Minnesota en septiembre de 2008.
En 1985, Turner se mudó a Chanhassen, Minnesota donde crio a cuatro hijas con su esposo Rick. Aunque no está en activo en la industria del cine, que visita regularmente con su sonido de la música de la familia y ha hecho varias apariciones en televisión.